# Краснящих Андрій Петрович
Андрій Петрович Краснящих (* 1970) — український російськомовний письменник, лауреат Російської премії (2015). Співредактор журналу «©оюз Писателей».

## Біографія
Закінчив філологічний факультет Харківського університету в 1992 р. та аспірантуру (в 1997 р.) там само, захистивши дисертацію «Джеймс Джойс: специфіка художнього світу та проблема творчого методу (роман „Улісс“)». В 1992–1994 та 1997–2000 рр. працював викладачем та доцентом (від 2000 р.) на кафедрі історії зарубіжної літератури та класичної філології в Харківському університеті ім. В. Н. Каразіна. Досліджує модернізм та постмодернізм.
Друкувався в альманахах «Вавилон», «Фигуры речи», «Абзац», журналах «Искусство кино», «Новая Юность», «Наш», «Прочтение», Case, «Черновик» та інших.

## Нагороди
- 2015, Російська премія

## Книги
- «Парк культуры и отдыха» (2008)
- «1000 псевдонимов» (2003, с К. Беляєвим)
- «Харьков в зеркале мировой литературы» (2007)
- «Украинский Нострадамус».
- «100 Знаменитых Харьковчан» (2005)
- Твори в А. Краснящих друкувалися в антологіях «Готелі Харкова: Антологія нової харківської літератури» та «Харківська Барикада № 2: Антологія сучасної літератури»